# Élections législatives niuéennes de 2014
Des élections législatives ont lieu à Niue le 12 avril 2014. Il s'agit de renouveler l'ensemble des vingt membres du parlement national (Fono Ekepule) de cet État, l'un des plus petits au monde, à l'issue d'une législature de trois ans.
Le Premier ministre sortant, Toke Talagi, conserve sa majorité au parlement, et son poste à la tête du gouvernement.

## Système politique et contexte
Niue, pays composé d'une unique île polynésienne, est un État de facto indépendant, en libre association avec la Nouvelle-Zélande, qui conserve de jure la souveraineté sur l'île. En pratique, il n'y a pas d'ingérence néo-zélandaise dans les affaires niuéennes. Niue est une démocratie parlementaire fondée sur le modèle de Westminster. 
Le pays compte quatorze circonscriptions électorales, élisant chacune un député. Chaque village correspond à une circonscription, à l'exception de la capitale, Alofi, qui est scindée en deux circonscriptions. Pour ces quatorze sièges, l'élection s'effectue au scrutin uninominal majoritaire à un tour, hérité du modèle britannique. Pour l'attribution des six autres sièges, les électeurs (tout résidant permanent âgé d'au moins 18 ans) sélectionnent six noms parmi une liste de candidats. Ces sièges sont également attribués via le mode de scrutin majoritaire à un tour : les six candidats ayant reçu le plus de voix sont élus.
Il n'existe pas de partis politiques, depuis l'auto-dissolution du Parti du peuple niuéen en 2003. Tous les candidats se présentent donc sans étiquette, faisant de Niue une démocratie non partisane. Après l'élection, les députés élisent un président de l'assemblée, qu'ils choisissent en dehors du parlement, et un Premier ministre, qu'ils choisissent parmi les leurs. Le Premier ministre choisit alors au maximum trois députés, qu'il nomme ministres. Les ministres, y compris le Premier ministre, conservent leurs sièges de députés.
Le Premier ministre sortant est Toke Talagi. Élu à cette fonction en 2008, il y avait été reconduit à la suite des législatives de 2011, avec le soutien de onze députés. Son adversaire de 2011, Togia Sioneholo, qui avait reçu le soutien de huit députés, demeure chef de l'opposition durant la législature 2011-2014. Cette opposition est toutefois largement déstructurée durant ces trois années.

## Candidats
À la clôture des candidatures, il y a dix-sept candidats pour le scrutin hors-circonscription, dont cinq femmes. Et il y a vingt-quatre candidats dans les circonscriptions, dont cinq femmes également. Dans six circonscriptions, il n'y a qu'un seul candidat, et les élections y sont donc déprogrammées, ce candidat étant élu par défaut. L'ensemble des vingt députés sortants se représentent.

## Résultats
Lorsque les premiers résultats sont annoncés, la majorité sortante dispose de onze sièges. L'opposition, désormais menée par Stanley Kalauni, en obtient huit, tandis qu'une égalité parfaite dans l'une des circonscriptions (Toi) mène à un tirage au sort le 16 avril. Les députés des villages sont tous réélus, sauf à Makefu où la député sortante, membre de la majorité sortante, est battue, et à Toi où le résultat est incertain,,. Le triage au sort à Toi donne gagnant le député sortant, membre de la majorité sortante.
La nouvelle assemblée compte deux femmes députées, soit une de moins que l'assemblée précédente.

### Élection des députés
Résultats :

#### Hors-circonscriptions
Parmi les 814 suffrages exprimés, les résultats sont les suivants :
| Candidat               | Voix | %       | Résultat |
| ---------------------- | ---- | ------- | -------- |
| Stan Kalauni           | 450  | 55,28 % | réélu    |
| Toke Talagi            | 439  | 53,93 % | réélu    |
| Crossley Tatui         | 397  | 48,77 % | réélu    |
| Togia Sioneholo        | 349  | 42,87 % | réélu    |
| Terry Coe              | 340  | 41,77 % | réélu    |
| Joan Tahafa-Viliamu    | 328  | 40,29 % | réélue   |
| Asu Pulu               | 282  | 34,64 % | battu    |
| Grace Talagi           | 278  | 34,15 % | battue   |
| John Tiakia            | 273  | 33,54 % | battu    |
| Tapu Pihigia           | 270  | 33,17 % | battu    |
| Willie Saniteli        | 260  | 31,94 % | battu    |
| Fapoi Akesi            | 235  | 28,87 % | battu    |
| Richie Mautama         | 233  | 28,62 % | battu    |
| Maru Talagi            | 191  | 23,46 % | battu    |
| Esther Pavihi          | 186  | 22,85 % | battue   |
| Shield Palahetogia     | 137  | 16,83 % | battu    |
| Charlie Tongahai       | 120  | 14,74 % | battu    |
|                        |      |         |          |
| Total                  | 870  | 100     |          |
| Votes valides          | 842  | 96,7    |          |
| Votes blancs et nuls   | 28   | 3,3     |          |
| Inscrits/Participation |      |         |          |

#### Par circonscription
| Circonscription | Candidat/Choix        | Votes | %     | Résultat                   |  |
| --------------- | --------------------- | ----- | ----- | -------------------------- |  |
| Alofi Nord      | Va'aiga Tukuitonga    | -     | -     | réélue (sans adversaires)  |  |
|                 |                       |       |       |                            |  |
| Alofi Sud       | Dalton Tagelagi       | 81    | 39,13 | réélu                      |  |
| Alofi Sud       | Manasofai Talagi      | 47    | 22,71 |                            |  |
| Alofi Sud       | Rosaalofa Rex         | 41    | 19,81 |                            |  |
| Alofi Sud       | Laga Lavini           | 38    | 18,36 |                            |  |
| Alofi Sud       | Votes blancs ou nuls  | 2     | –     |                            |  |
| Alofi Sud       | Total                 | 209   | 100   |                            |  |
|                 |                       |       |       |                            |  |
| Avatele         | Billy Talagi          | -     | -     | réélu (sans adversaires)   |  |
|                 |                       |       |       |                            |  |
| Hakupu          | Young Vivian          | 49    | 51,58 | réélu                      |  |
| Hakupu          | Michael Jackson       | 46    | 48,42 |                            |  |
| Hakupu          | Votes blancs ou nuls  | 2     | –     |                            |  |
| Hakupu          | Total                 | 95    | 100   |                            |  |
|                 |                       |       |       |                            |  |
| Hikutavake      | Opili Talafasi        | 15    | 57.69 | réélu                      |  |
| Hikutavake      | James Salekiki        | 11    | 42.31 |                            |  |
| Hikutavake      | Votes blancs ou nuls  | 1     | –     |                            |  |
| Hikutavake      | Total                 | 27    | 100   |                            |  |
|                 |                       |       |       |                            |  |
| Lakepa          | Halene Magatogia      | -     | -     | réélu (sans adversaires)   |  |
|                 |                       |       |       |                            |  |
| Liku            | Pokotoa Sipeli        | -     | -     | réélu (sans adversaires)   |  |
|                 |                       |       |       |                            |  |
| Makefu          | Tofua Puletama        | 23    | 58,97 | élu                        |  |
| Makefu          | Tulelehemaama Tongia  | 16    | 41,03 | sortante battue            |  |
| Makefu          | Votes blancs ou nuls  | 0     | –     |                            |  |
| Makefu          | Total                 | 39    | 100   |                            |  |
|                 |                       |       |       |                            |  |
| Mutalau         | Bill Vakaafi Motufoou | 33    | 66,00 | réélu                      |  |
| Mutalau         | Dr Hare Paka          | 17    | 43,00 |                            |  |
| Mutalau         | Votes blancs ou nuls  | 0     | –     |                            |  |
| Mutalau         | Total                 | 50    | 100   |                            |  |
|                 |                       |       |       |                            |  |
| Namukulu        | Jack Lipitoa          | -     | -     | réélu (sans adversaires)   |  |
|                 |                       |       |       |                            |  |
| Tamakautoga     | Peter Funaki          | 36    | 56,25 | réélu                      |  |
| Tamakautoga     | Muiakituki Makani     | 28    | 43,75 |                            |  |
| Tamakautoga     | Votes blancs ou nuls  | 4     | –     |                            |  |
| Tamakautoga     | Total                 | 68    | 100   |                            |  |
|                 |                       |       |       |                            |  |
| Toi             | Dion Taufitu          | 10    | 50,00 | réélu (par tirage au sort) |  |
| Toi             | Mokaelalini Vaha      | 10    | 50,00 |                            |  |
| Toi             | Votes blancs ou nuls  | 0     | –     |                            |  |
| Toi             | Total                 | 20    | 100   |                            |  |
|                 |                       |       |       |                            |  |
| Tuapa           | Fisa Pihigia          | 30    | 56,60 | réélu                      |  |
| Tuapa           | Esa Ainu'u            | 23    | 43,40 |                            |  |
| Tuapa           | Votes blancs ou nuls  | 3     | –     |                            |  |
| Tuapa           | Total                 | 56    | 100   |                            |  |
|                 |                       |       |       |                            |  |
| Vaiea           | Talaititama Talaiti   | -     | -     | réélu (sans adversaires)   |  |

### Élection du Premier ministre
Le 24 avril, la nouvelle assemblée reconduit Toke Talagi au poste de Premier ministre, par douze voix contre huit pour son rival Stanley Kaulani. Comme à l'accoutumée, Talagi nomme un gouvernement composé de trois ministres (outre lui-même), choisis parmi les députés de sa majorité : Pokotoa Lalotoa Sipeli, Billy Graham Talagi et Dalton Tagelagi.